# Der kleine Ruinenbewohner
Der kleine Ruinenbewohner ist ein aus mehreren Prosafragmenten bestehendes Werk von Franz Kafka aus seinen Tagebüchern. Es handelt von  den vielfältigen Beeinträchtigungen durch erziehende oder beaufsichtigende Personen während Kafkas Kindheit und Jugend. Dem stellt er das Bild des kleinen Ruinenbewohners entgegen, der zwar ein karges, einsames Leben führt, der aber unbelastet von erzieherischen Bemühungen ist.

## Ursprung
Die Fragmente bestehen aus Einträgen in die Tagebücher, und zwar in Heft 1 (Eintrag vom zweiten Halbjahr 1910) und Heft 2. Eigenständige Veröffentlichungen des Ruinenbewohners sind in den gängigen Kafka-Ausgaben nicht zu finden. Wohl aber wird mehrfach in aktuellen Biographien darauf Bezug genommen.

## Form und Inhalt
In den Tagebuchaufzeichnungen des ersten Heftes setzt Kafka fünfmal sprachlich leicht variiert ohne Überschriften zu einer Klage darüber an, dass ihm seine Erziehung in mancher Richtung sehr geschadet habe: „[…] am liebsten wäre ich jener kleine Ruinenbewohner gewesen, abgebrannt von der Sonne, die da zwischen den Trümmern von allen Seiten auf den lauen Epheu mir geschienen hätte“.
Er führt eine große Zahl an Personen auf, die ihm geschadet hätten.
Er wünscht sich, der kleine Ruinenbewohner zu sein, „horchend ins Geschrei der Dohlen, von ihren Schatten überflogen, auskühlend unter dem Mond“.
Diese beiden Themen werden verschieden variiert, wobei der Vorwurf an die Personen seiner Kindheit und Jugend zunehmend literarisch ausgeprägter wird.
Im zweiten Heft der Tagebücher erscheint dann die Überschrift „Der kleine Ruinenbewohner“. Im nachfolgenden Abschnitt ist allerdings vom Ruinenbewohner keine Rede mehr, sondern es wird die Problematik des Junggesellen aus Kafkas Sicht beleuchtet.

## Rezeption
- Peter-André Alt:[3] „In stets neuen Anläufen, denen das Moment kalkulierter Steuerung gänzlich abgeht, werden bei ihm (Kafka) Versuche variiert, Erzählkonstruktionen getestet, Motive geprüft. Das Tagebuch zeigt, wie quälend sich solche literarischen Prozesse bisweilen entwickeln können. Charakteristisch scheint hier das von Max Brod betitelte Fragment Der kleine Ruinenbewohner, mit dem Kafka sich in der zweiten Hälfte des Jahres 1910 abmüht. Der Entwurf weist am Ende sechs Versionen auf, die sämtlich Bruchstücke bleiben.“

- Reiner Stach:[4] „Autobiographische Fakten bieten die wenigen Blätter kaum, und nur anhand einiger Kindheitserinnerungen, die Kafka andernorts festhielt, lässt sich belegen, dass seine Liste der Verantwortlichen auf reale Personen abzielt. Beinahe scheint es, als sei die inflationäre Ausdehnung dieser Liste Kafkas Hauptvergnügen gewesen, denn nach und nach fallen ihm immer weitere Schuldige ein, ohne dass er über diese vorzubringenden Anklagepunkte noch das mindeste verriete …“

## Ausgaben
- Franz Kafka: Tagebücher. Herausgegeben von Hans-Gerd Koch, Michael Müller und Malcolm Pasley. Fischer, Frankfurt am Main 1990, S. 17–27 und 112–115, ISBN 978-3-10-038150-7.

## Sekundärliteratur
- Peter-André Alt: Franz Kafka: Der ewige Sohn. Eine Biographie. C. H. Beck, München 2005, ISBN 3-406-53441-4.
- Reiner Stach: Kafka. Die frühen Jahre. S. Fischer, München 2014, ISBN 978-3-10-075130-0.
- Gerhard Neumann: Franz Kafka – Experte der Macht. Carl Hanser Verlag, München 2012, ISBN 978-3-446-24069-8.